# Skäljsjön
Skäljsjön är en sjö i Sollefteå kommun i Ångermanland och ingår i Ångermanälvens huvudavrinningsområde. Sjön har en area på 0,527 kvadratkilometer och ligger 241,2 meter över havet.

## Delavrinningsområde
Skäljsjön ingår i det delavrinningsområde (703796-156063) som SMHI kallar för Utloppet av Skäljsjön. Medelhöjden är 274 meter över havet och ytan är 6,09 kvadratkilometer. Det finns inga avrinningsområden uppströms utan avrinningsområdet är högsta punkten. Vattendraget som avvattnar avrinningsområdet har biflödesordning 4, vilket innebär att vattnet flödar genom totalt 4 vattendrag innan det når havet efter 78 kilometer. Avrinningsområdet består mestadels av skog (82 procent). Avrinningsområdet har 0,87 kvadratkilometer vattenytor vilket ger det en sjöprocent på 14,2 procent.